# Finne (Flosse)

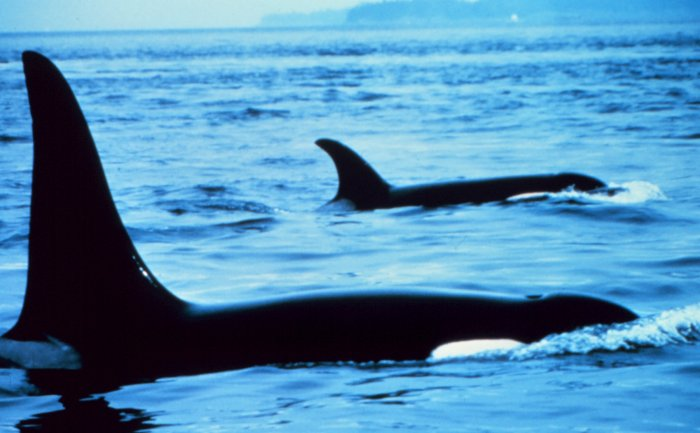
Zwei Orca-Finnen

Als Finne (seltener auch Dorsalflosse genannt) bezeichnet man die Rückenflosse der Haie und Wale.
Die Finne hat eine äußerst charakteristische dreieckige Form und dient in erster Linie der Stabilisierung der Bewegungen des Fisches oder Wales. Die Finne ist ein wichtiges Identifikationsmerkmal, da sich anhand von Position und Größe, Form und Farbe die Art des Hais bzw. Wals bestimmen lässt. Darüber hinaus lassen sich anhand der Finnen auch einzelne Individuen der gleichen Art unterscheiden.
Stammesgeschichtlich gesehen handelt es sich bei der äußeren Ähnlichkeit der Finne von Haien und Walen um eine Analogie, d. h. um eine Parallelentwicklung aufgrund ähnlicher Umweltbedingungen.
In Asien gelten Haifischflossen als Delikatesse. Die Abtrennung (das sogenannte „Finnen“) der Flossen geschieht beispielsweise auf den Malediven bei lebendigem Leib.